# Živý náhled

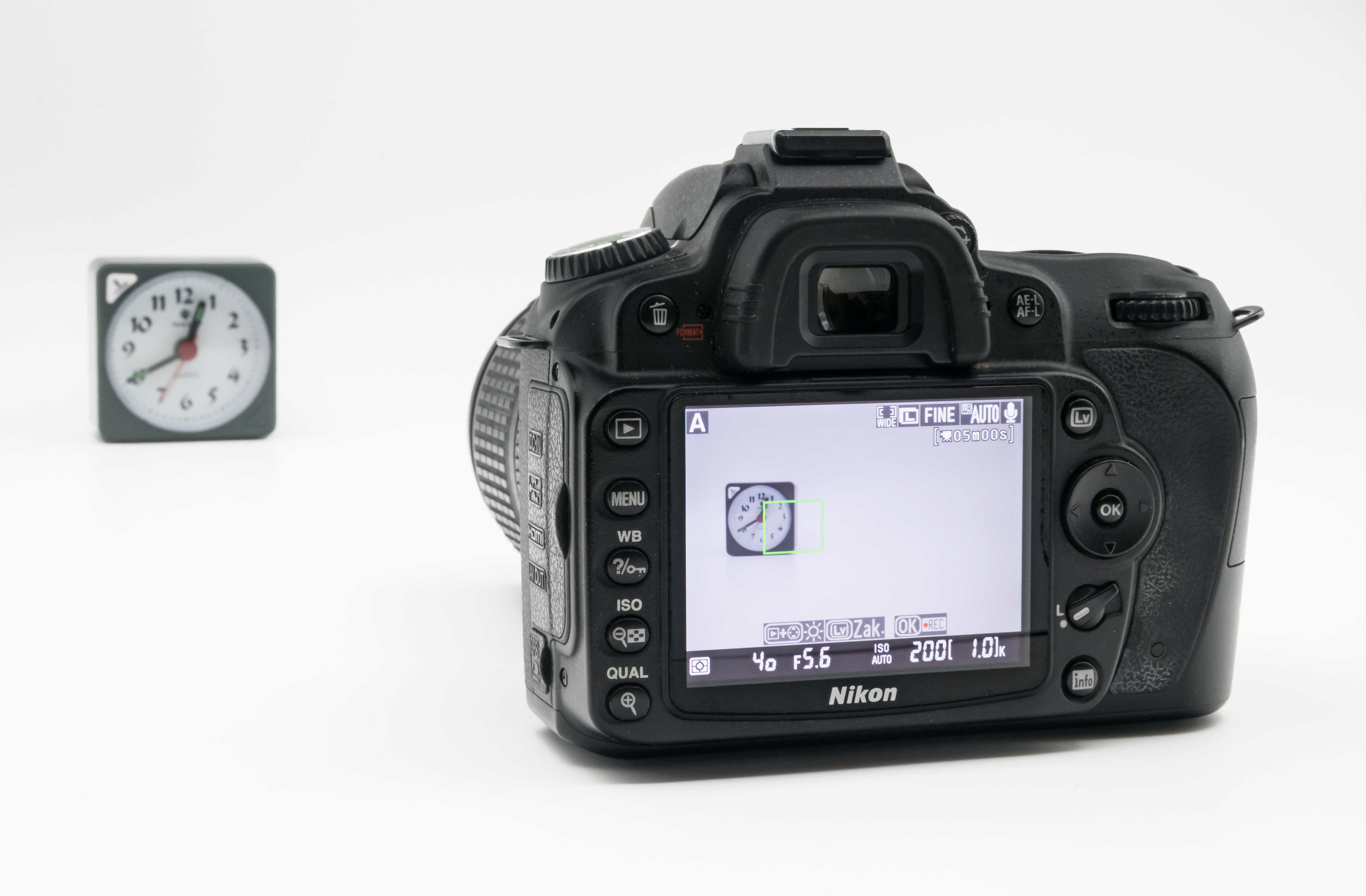
Funkce živý náhled na zrcadlovce Nikon D90

Živý náhled je technologie umožňující využít displej digitálního fotoaparátu jako hledáček.

## Popis
Živý náhled je používán u všech kompaktních digitálních fotoaparátů a u většiny z nich je z důvodu absence hledáčku jedinou možností kontroly kompozice fotografované scény. První digitální zrcadlovka s živým náhledem byl Olympus E-330, nyní zahrnují tuto funkci všechny nové zrcadlovky. Při promítání náhledu na displej u některých typů fotoaparátů možné zobrazit i histogram aktuální scény.

## Využití
Živý náhled se používá, pokud není možné kontrolovat expozici v hledáčku (například při fotografování nad hlavou).